# Фармацевтичний ринок
Фармацевтичний ринок — ринок фармацевтичних товарів і послуг.
Витрати фармацевтичних компаній на маркетинг значно перевищують витрати на дослідження.
У Канаді, в 2004 році було витрачено 1,7 мільярда доларів на маркетинг ліків лікарям; у США — 21 мільярд доларів. У 2005 році кошти, витрачені на фармацевтичний маркетинг у Сполучених Штатах оцінювалися щонайменше в 29,9 мільярда доларів. Витрати були розподілені наступним чином, 56 % — безкоштовні взірці, 25 % — продаж фармацевтичних препаратів (просування безпосередньо до лікарів), 12,5 % — безпосередньо на рекламу для пацієнтів, 4 % — деталізація для лікарень, і 2 % — реклама у журналах.
Існують певні докази того, що маркетингова практика може негативно вплинути як на пацієнтів, так і на професійну охорону здоров'я.

## Особливості
- висока соціальна пріоритетність ліків;
- нерівноцінність інформації про фармакотерапевтичні властивості ліків у їх виробників, фармацевтів і споживачів;
- необхідність об’єднання економічної ефективності  та соціальної справедливості;
- висока конкуренція та постійно зростаючі витрати на науково-дослідні та дослідно-конструкторські роботи;
- особливий правовий режим, зокрема, для спирту медичного етилового, сильнодіючих, отруйних лікарських засобів та лікарських засобів, що містять наркотичні, психотропні речовини та прекурсори.

Вимоги до оптимального розподілу ЛЗ: 
- постійний контроль за наявністю основних (життєво необхідних) ЛЗ;
- нормування їх споживання в умовах стаціонарного лікування і хворими, які належать до пільгового контингенту;
- вдосконалення існуючого механізму оплати ліків за рахунок бюджетних асигнувань і страхових коштів;
- здійснення контролю за обґрунтованістю використання тих або інших ЛЗ під час лікування тощо.

Близько 80% всього ринку ЛЗ припадає на США, Європу і Японію .
В останнє десятиліття у світовій фармацевтичній галузі активно розвивається біотехнологічний сектор ЛЗ, що мають ряд переваг перед традиційними низькомолекулярними препаратами.

## Фармацевтичний ринок України
Розвиток біофармацевтики практично не торкнувося вітчизняної науки і технології, її частка у світовому біотехнологічному виробництві становить менше 0,1%. Сектор біофармацевтики в Україні налічує всього 167 препаратів вітчизняного виробництва, при цьому зареєстровано всього 2 субстанції і один препарат in bulk (в великій фасовці).
Частка вітчизняних біотехнологічних ЛЗ не перевищує 20% від загального обсягу внутрішнього ринку таких препаратів, понад 70% ринку займає імпорт.
Майбутнє ж фармбізнесу істотно залежить від регуляторної позиції держави. За останні роки держава вжила ряд заходів, що регулюють обіг ЛЗ:
- прийняття Закону України «Про лікарські засоби »(1996 р);
- створення національної системи фармаконагляду (1997);
- впровадження Державної Фармакопеї України (2001) та рекомендацій ВООЗ про реєстрацію генеричних препаратів (2007);
- імплементація вимог GMP в ліцензійні умови виробництва лікарських засобів (2010 р);
- приєднання Державної служби України з лікарських засобів до Системи співробітництва фармацевтичних інспекцій (Pharmaceutical Inspection Cooperation Scheme - PIC / S);
- державна реєстрація та ліцензування імпорту лікарських засобів здійснюється тільки за умови підтвердження відповідності стандартам GMP Держлікслужбою (2012 р);
- підписання з провідними українськими виробниками  «Меморандуму порозуміння» щодо зниження цін на окремі групи лікарських засобів; встановлюються граничні оптово-збутові надбавки (2012 р);
- Державна фармакопея України стала членом Європейської Фармакопеї (2013);
- прийняття обов'язковою вимогою при імпортуванні лікарських засобів в Україні наявного  сертифіката GMP (2013);
- встановлення кримінальної відповідальності за фальсифікацію ЛЗ; ратифікація Україною Конвенції Ради Європи MEDICRIME, що контролює виготовлення і збут фальсифікату;
- підписання меморандуму про співпрацю з регуляторними органами Росії і Китаю, а також Фармакопеєю США;
- ведуться переговори щодо підписання угоди між Україною та ЄС про взаємне визнання результатів інспектування виробництв на відповідність вимогам GMP.

Фахівці вважають, що залучення необхідних інвестицій у фармацевтичну галузь країни могло б відбутися при створенні реальних преференцій в галузі охорони здоров'я. Основною точкою докладання інвестицій може стати використання інтелектуального потенціалу України для проведення наукових досліджень.  Як свідчить досвід інших країн, і насамперед Індії і Китаю, результатом є розвиток фармацевтичної інфраструктури країни, збільшення фінансування  галузі, зростання якості наукових досліджень. Однак ризики, характерні для українського фармринку, наприклад, непередбачуваність регуляторних нововведень, неможливість прогнозувати динаміку курсу української валюти створюють перешкоди для зарубіжних компаній,
охочих інвестувати в Україну.